# Rostovskij rajon
Il Rostovskij rajon (in russo Ростовский район?) è un rajon dell'Oblast' di Jaroslavl', nella Russia europea; il capoluogo è Rostov Velikij. Ricopre una superficie di 2.073 chilometri quadrati.